# Ben o'folk
Ben O'Folk est le créateur du label de musique Ohayo Records. Depuis une dizaine d'années, ce musicien officie sous différents noms comme Osaka Three Orchestra , The great royal toys orchestra, Fragment of jazz… Il participe au duo Diagonale Stable.
Depuis 2 ans, il joue sous le nom de Ben O'Folk en mélangeant musique improvisée et folk, n'hésitant pas à utiliser des instruments jouets et la technique du sample.

## Discographie
- Ben O'Folk & Leo88man : through the keyhole
- Ben O'Folk : Island's song
- Diagonale Stable : vô
- Diagonale Stable : Dy10
- Diagonale stable : compilation Petites Musiques de chambre
- Three Acoustic Cymbals : 11 min 29 s
- -A : 4 pieces for bass and guitar
- Imp : Noise product
- Imp m Ulm : Alaska
- Osaka Three Orchestra : Mandala

## Autres liens
Site officiel
Site du label Ohayo Records